# Salvador Gumà i Clavell
Salvador Gumà i Clavell (Alcover, 3 de setembre de 1901 – Reus, 22 de maig de 2003) va ser un escriptor esperantista i anarcosindicalista català. Es va iniciar en l'esperanto el 1917 a Barcelona, ciutat a la qual es va traslladar amb la seva família quan encara era adolescent, i on va treballar com a repujador d'argenteria. Va ser professor de català i d'esperanto i va col·laborar activament amb la Sennacieca Asocio Tutmonda (SAT), així com amb diverses iniciatives de difusió de l'esperanto a Catalunya, França i altres localitats. A més, va traduir obres i va escriure articles i poemes, guanyant premis internacionals com els Belartaj Konkursoj 1960 de la UEA.
El 1923, durant el seu servei militar a Barcelona, va rebre l'ordre d'incorporar-se a les tropes del Marroc, per la qual cosa va desertar i fugir a França. A París, va trobar refugi i treball entre la comunitat esperantista. Durant el cinquè congrés de SAT a Viena, el 1925, va denunciar la deriva de l'organització cap al comunisme i la no publicació d'articles de tendència anarquista.
Després de la proclamació de la república, va poder tornar al país. A Alcover, va treballar de pagès i va esdevenir el secretari del sindicat agrari. A més, donava classes de gramàtica i aritmètica i arrodonia els seus ingressos tocant el piano. Durant la Guerra Civil Espanyola, va ser formar part de l'ajuntament com a representant de la CNT. La seva oposició a la violència el va portar a limitar excessos del comitè revolucionari local, va protegir persones i va protegir part del patrimoni de l'església. Malgrat això, després de la guerra, va ser detingut pel règim franquista. Un primer judici militar per «rebel·lió», el juny de 1939, el va declarar innocent, mentre que un segon judici, l'any següent, davant del Tribunal de Responsabilitats Polítiques, el va condemnar a una multa i inhabilitar com a professor. Diferents testimonis del seu poble, incloent-hi el nou alcalde franquista, van testificar en favor seu.
Amb la represa sota estricta vigilància de l'activitat esperantista a partir de 1947, va reprendre l'activitat com a professor d'esperanto que havia tingut abans del seu exili, a França i durant la república. Va ser reconegut com a delegat de la UEA a Reus i va organitzar el Congrés Espanyol d'Esperanto de 1951. Va continuar la seva tasca de difusió de l'esperanto i de la cultura catalana fins a la seva mort als 101 anys.